# Pike National Forest
Der Pike National Forest ist einer von elf National Forests in Colorado und wird zusammen mit dem  San Isabel National Forest vom United States Forest Service verwaltet. Das 4478 km² große Gebiet ist als Schutzgebiet der IUCN-Kategorie VI eingestuft und wurde nach dem Entdecker Zebulon Pike benannt.
Bekannteste Bestandteile des Waldgebietes sind der Pikes Peak, das Rampart Reservoir, der Garden of the Gods und der Devil’s Head Lookout.

## Nutzung
Das Schutzziel des Schutzgebietes ist primär auf die nachhaltige Nutzung des Ökosystems ausgerichtet. Somit wird der National Forests sowohl Land- und Forstwirtschaftlich, als auch als Erholungsgebiet genutzt. Die wirtschaftliche Nutzung erfolgt nach dem National Forest Management Act (NFMA) und wird durch den United States Forest Service geplant und umgesetzt. Das Erholungs- und Freizeitangebot umfasst unter anderem Möglichkeiten zum Angeln, Wandern oder Radsport.

## Schutzgebiete innerhalb des National Forest
Zum National Forest gehören drei Totalreservate, die als Wilderness Area ausgezeichnet sind:
- Buffalo Peaks Wilderness (liegt auch teilweise im San Isabel National Forest)
- Lost Creek Wilderness
- Mount Evans Wilderness (liegt größtenteils im Arapaho National Forest)

## Klima
|                       | Jan   | Feb   | Mär   | Apr  | Mai  | Jun  | Jul  | Aug  | Sep  | Okt  | Nov  | Dez   |   |      |
| Mittl. Tagesmax. (°C) | 1,3   | 1,9   | 4,4   | 8,2  | 13,7 | 19,2 | 21,9 | 20,6 | 17,1 | 11,6 | 5,2  | 1,8   | ⌀ | 10,6 |
| Mittl. Tagesmin. (°C) | −13,6 | −13,2 | −10,4 | −6,4 | −1,8 | 2,3  | 4,9  | 4,1  | 0,4  | −4,2 | −9,3 | −13,0 | ⌀ | −5   |
|                       |       |       |       |      |      |      |      |      |      |      |      |       |   |      |
| Niederschlag (mm)     | 3,1   | 3,4   | 4,4   | 5,1  | 4,9  | 4,9  | 6,4  | 6,4  | 4,3  | 4,8  | 3,4  | 3,4   | Σ | 54,5 |
|                       |       |       |       |      |      |      |      |      |      |      |      |       |   |      |
| Regentage (d)         | 5     | 6     | 8     | 8    | 10   | 11   | 16   | 16   | 8    | 5    | 5    | 5     | Σ | 103  |

| −13,6 |

| −13,2 |

| −10,4 |

| −6,4 |

| −1,8 |

| 2,3 |

| 4,9 |

| 4,1 |

| 0,4 |

| −4,2 |

| −9,3 |

| −13,0 |

| −13,6 |

| −13,2 |

| −10,4 |

| −6,4 |

| −1,8 |

| 2,3 |

| 4,9 |

| 4,1 |

| 0,4 |

| −4,2 |

| −9,3 |

| −13,0 |

## Geschichte
Im Februar 1891 wurden vom Kongress ein Gesetz verabschiedet, welches dem US-Präsidenten erlaubte, Land im öffentlichen Besitz unter Schutz zu stellen. Diese Gebiete wurden als Forest Reserves bezeichnet und sollten den Schutz vor unkontrollierten Waldbränden, ungesteuertem Holzschlag und Vermüllung verbessern. Das Pikes Peak Timberland Reserve, das Plum Creek Timberland Reserve, sowie das South Platte Forest Reserve gehörten 1982 zu den ersten Gebieten dieser Art. Sie wurden 1906 zum  Pike National Forest zusammengelegt.
Zu diesem Zeitpunkt waren Teile des neu gegründeten National Forest Ödland. Der Waldbestand war für Minen und den Eisenbahnbau abgeholzt worden. Zudem wurde das Gebiet intensiv für die Weidevieh genutzt. Um die Schäden zu beheben, wurden zwischen 1906 und 1941 insgesamt 130 km² des National Forest wieder aufgeforstet.
Das trockene Klima der Gegend führt immer wieder zu Waldbränden. Die letzten großen Ereignisse dieser Art waren das Hayman Fire im Jahr 2002 (6 Tote, 558,93 km² betroffene Fläche) und das Waldo Canyon Fire 2012 (2 Tote, 71 km² betroffene Fläche). In der Folge des Hayman Fires wurde der Pike National Forest und der angrenzende San Isabel National Forest Ziel eines durch die Arbor Day Foundation gesponsertes Programm zur Schadensbeseitigung. Mit Hilfe des Programms wurden 147.000 neue Bäume gepflanzt.

## Bilder

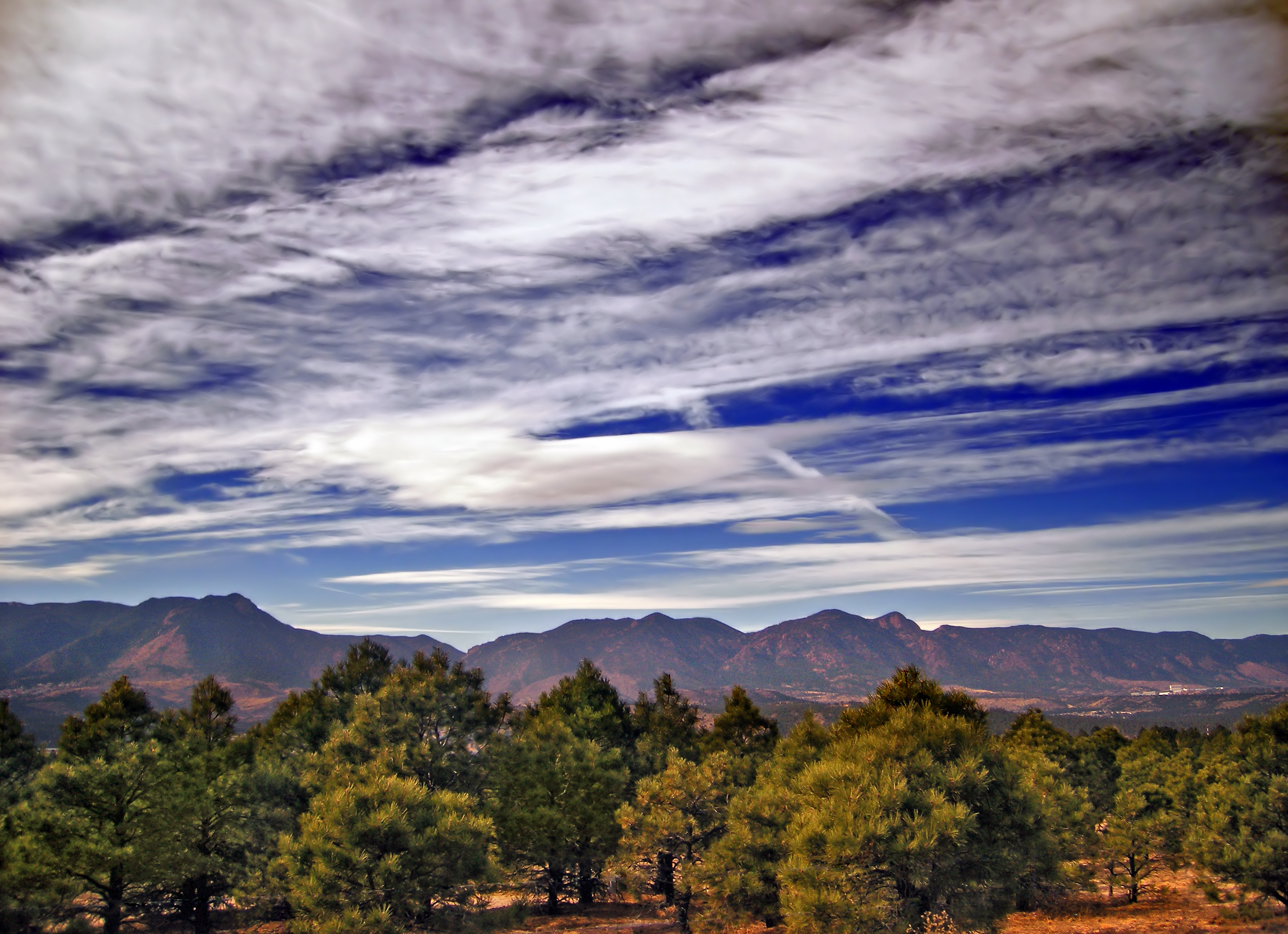
Blick auf die Rocky Mountains
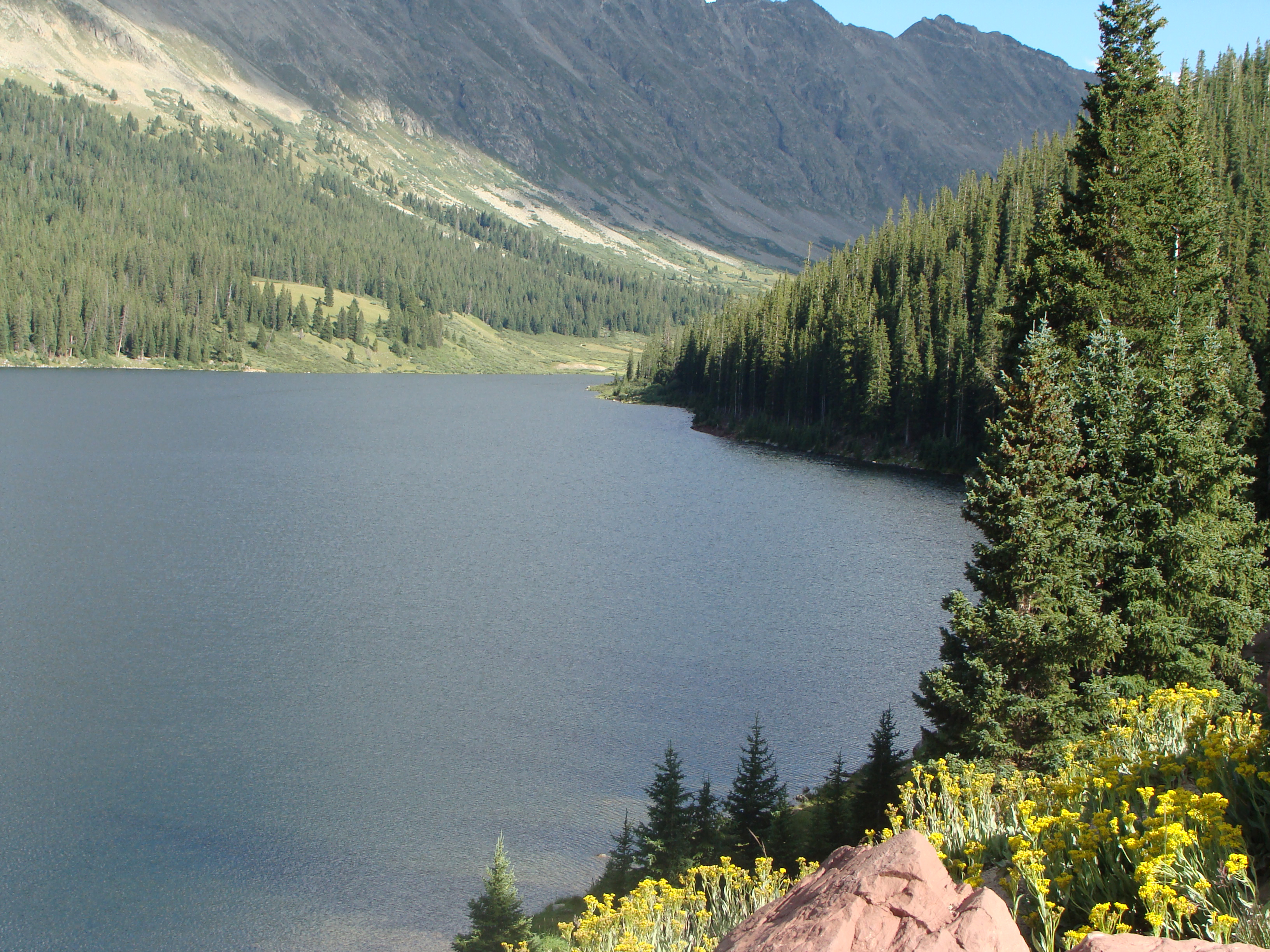
Lake Clinton
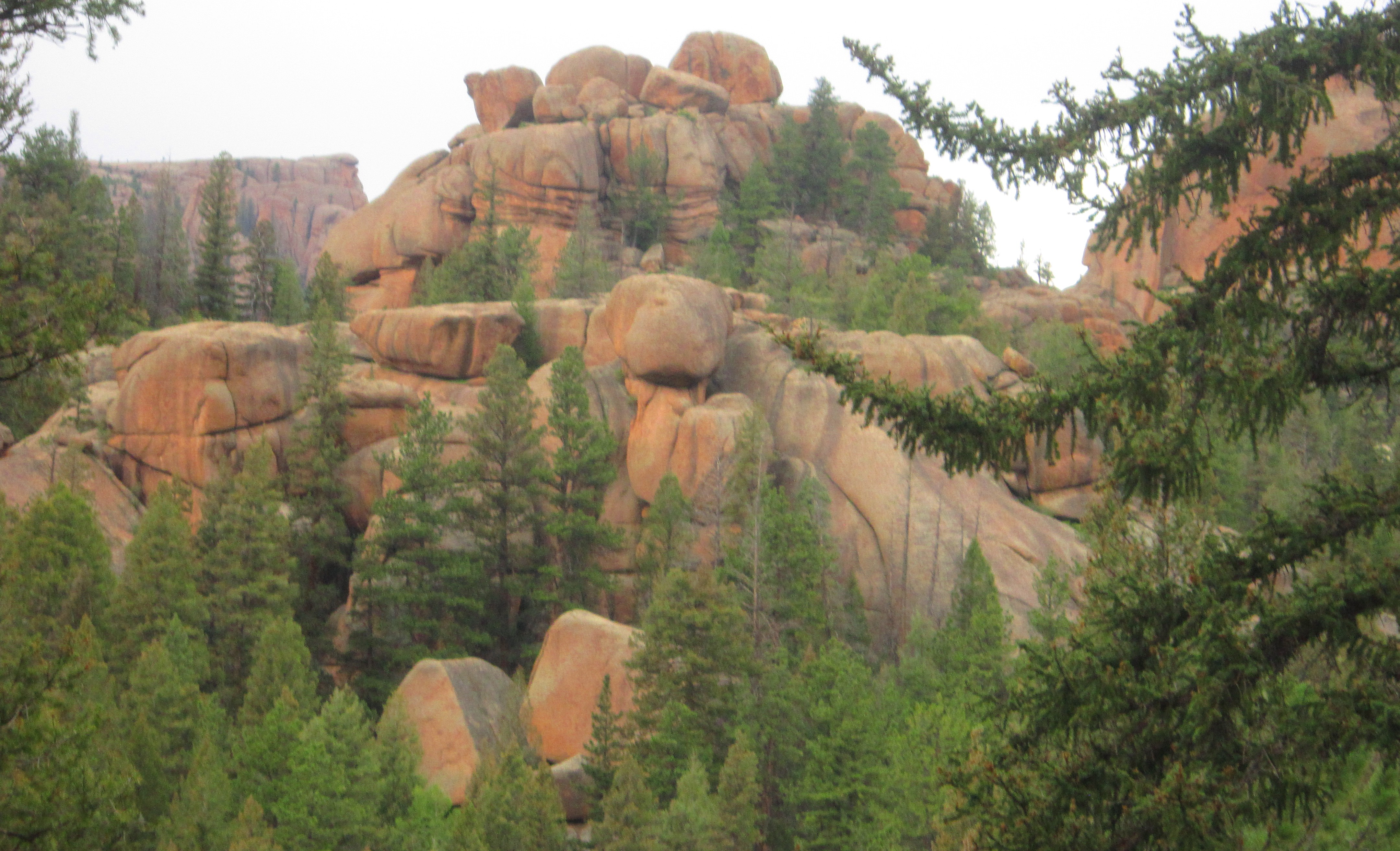
Steinformation in der Lost Creek Wilderness
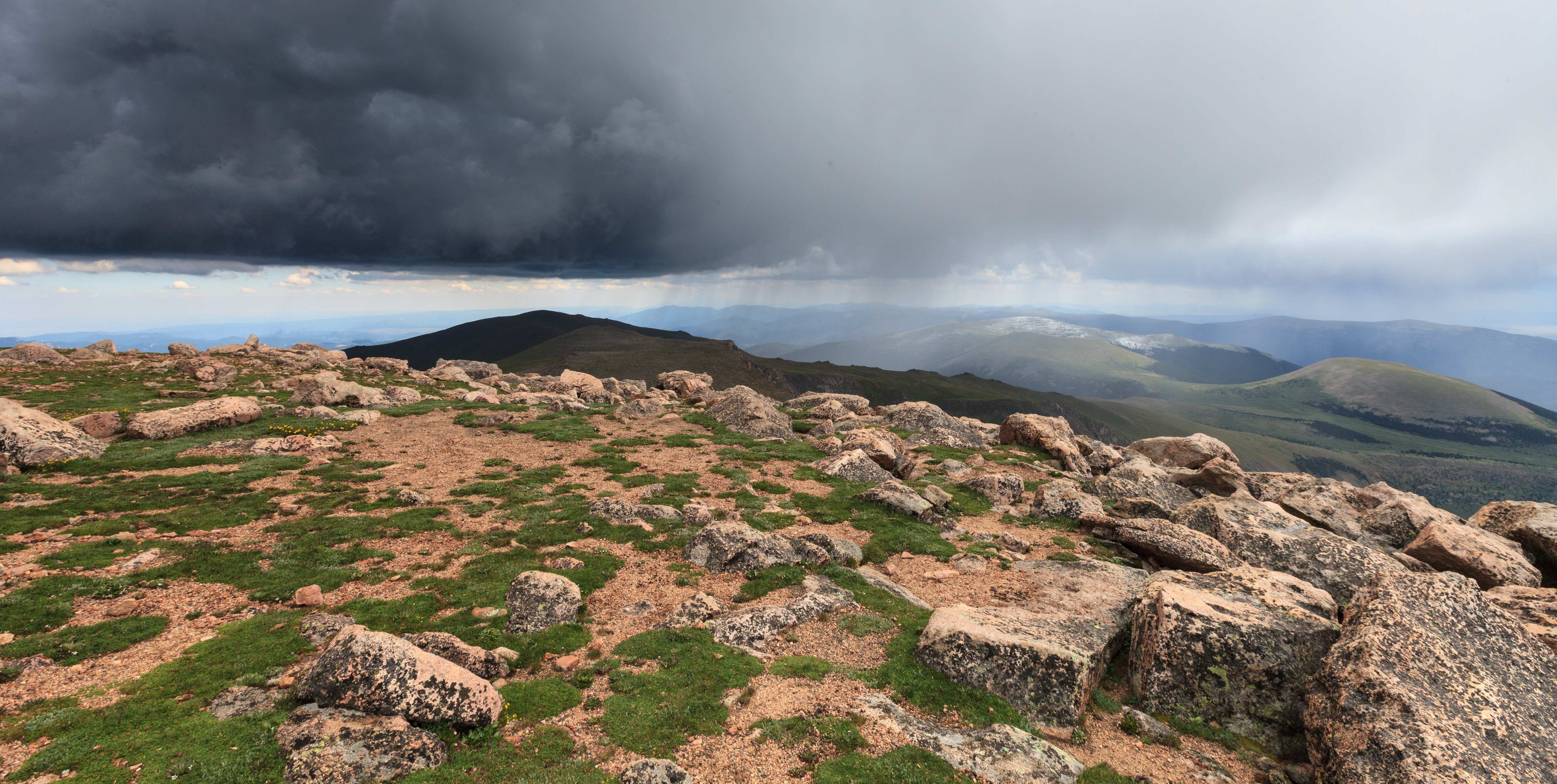
Mount Evans Wilderness
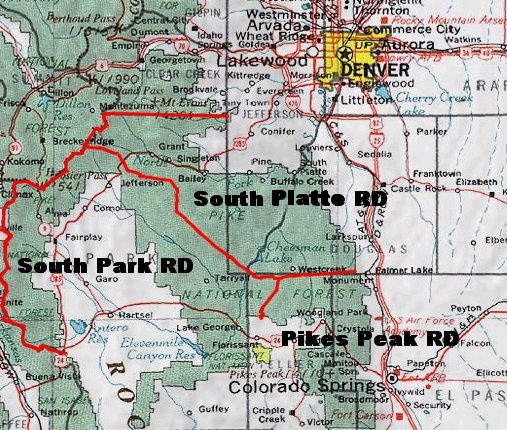
Karte des Gebietes